# هوارد بيغز
هوارد بيغز (بالإنجليزية: Howard Biggs)‏ هو عازف بيانو أمريكي، ولد في 28 مارس 1917 في سياتل في الولايات المتحدة، وتوفي في 24 نوفمبر 1999 في هيوستن في الولايات المتحدة.

## روابط خارجية
- هوارد بيغز على موقع ميوزك برينز (الإنجليزية)
- هوارد بيغز على موقع أول ميوزيك (الإنجليزية)
- هوارد بيغز على موقع ديسكوغز (الإنجليزية)